# Немоляев, Кирилл Всеволодович
Кири́лл Все́володович Немоля́ев (род. 18 мая 1969, Москва) — российский рок-музыкант, автор песен, теле- и радиоведущий, музыкальный продюсер, артист балета, шоумен.
Участник групп «Дамоклов меч», «Карданный вал», «Moly», «Валькирия», проектов «Фактор Страха», «Margenta», «Мёртвые Души», «Бони НЕМ», FORCES UNITED . Известен своими музыкальными пародиями, специфическим юмором и особым подходом к изложению материала в своих программах.

## Биография
Родился 18 мая 1969 года в Москве.
В 1979 году поступил в Московское академическое хореографическое училище (МАХУ). Училище закончил в 1987 году.
В 1982 году организовал вокально-инструментальный параноидальный дуэт «Песняры New Mexico», где, согласно биографии, «играл на пианино, бил палками по дивану и кричал». В 1987 году он окончил МАХУ, после чего был принят в труппу балета Большого театра, где проработал 10 лет:

Десять лет в Большом театре, предпоследняя линия кордебалета. Очень хорошо себя чувствовал. Тогда-то у меня и проявился здоровый идиотизм. Высокое искусство изнутри, опять-таки с изнанки, когда люди получали по сто долларов за двухминутный выход с копьем на гастролях в Японии. Весь мой восемнадцатилетний альянс с балетом был связан с какими-то недоразумениями. Ведь чем короче партия, тем сложнее её исполнить. Вот, допустим, мне надо дать меч Жану де Брийену. Я, конечно же, не вовремя выхожу и неправильно даю… А мой приятель в «Раймонде», тот вообще все время простоял на третьей линии в наушниках. Очень любил арт-рок… Рано или поздно понимаешь, что солистом тебе не стать никогда. Зато получаешь неплохие деньги и можешь спокойно валять дурака. Масса свободного времени

В начале 1990-х годов Кирилл Немоляев вёл программу «Нержавеечка» на 5-м «питерском» канале. Это была единственная советская, а затем и российская программа о рок-музыке.
В 1993 году вел на телеканале 2x2 программу о советской эстраде «Забытые имена».
В том же 1993 году стал продюсировать группу Валькирия к выходу их первого официального полноформатного одноимённого альбома.
С 1995 года — бессменный лидер, основатель и фронтмен группы «Бони НЕМ».
В 1998 году вел программу «Weekendный Каприз» на MTV Россия. С 1999 по 2001 год вёл телевизионную ретропрограмму «Диск-канал. Крутятся диски» в паре с Николаем Семашко на ТВ-6. После прихода команды Евгения Киселёва на ТВ-6 продолжил появляться на этом канале (а затем и на ТВС), но уже как представитель «Открытого радио» в передаче «Земля — Воздух».
Является одним из авторов книг серии «Караван истЕрии»: «ИстЕрия СССР», «ИстЕрия рока», состоящих из парадоксальных, якобы документальных исторических сюжетов.

«В своё время на книгу „ИстЕрия СССР“ попались по меньшей мере пять информационных агентств, журналы, газеты и телеканалы. Эти люди на полном серьезе перепечатали материалы из книги, выдавая их за достоверные свидетельства. Особенно постарался канал РТР: в передаче про ВДНХ наш материал был скрупулезнейше проработан, дополнен видеорядом… в общем, все максимально серьёзно и „обоснованно“. А ведь мы это на кухне придумали!»

В 2001 году записал совместно с группой Валькирия альбом «Думать о тебе», в котором исполнил вокальную партию и написал все тексты. Это была первая самая крупная работа Кирилла Немоляева, до которой стихи он писал лишь как любитель и исполнял только песни за сторонним авторством как каверы. Смесь прогрессива с вокалом Немоляева сделали музыку более индустриальной, что подарило альбому особое, мало с чем похожее звучание.
С 26 октября 2001 по 18 октября 2003 года вёл на «Открытом радио» «Аналитически-экстремальный ретро-альманах „Дым под водой“». Программа перестала выходить в связи с закрытием радиостанции.
В 2004 году Немоляев принял участие в записи первой в России металл-оперы «Эльфийская Рукопись», где сыграл дракона Ская. В 2007 году он принял участие в записи продолжения — «Эльфийская рукопись: Сказание на все времена».
В 2007 году начинает сотрудничество с Андреем Кнышевым в рамках Интернет-радиостанции «Чипльдук».
В 2010 году — участник программы «Дуплькич, или рычание ягнят» («Первый канал»).
В 2010—2012 годах Кирилл прекращает студийную работу, как музыкант, занимаясь в основном воспитанием дочери и работой на радиостанции «Маяк», одновременно продолжая работу на радио «Чипльдук».
В 2013 году Кирилл организует проект FORCES UNITED — уникальную в своем роде экспериментальную музыкальную лабораторию. Кирилл продюсирует и пишет музыку вместе с мультиинструменталистами Константином Селезневым (Тризна, Фактор Страха) и Сергеем Боголюбским (Слот). В качестве вокалистов в проекте участвовали Максим Самосват (экс — Эпидемия), Дария Ставрович (Слот) и финский вокалист Яркко Ахола (Терасбетони). Немоляев продюсирует альбом Слот «Шестой» и выпуск дебютного макси-сингла Дмитрия Губерниева «Ветер биатлона Архивная копия от 3 октября 2017 на Wayback Machine».
В 2014 году на лейбле Metalism Records вышел первый альбом проекта Forces United, в котором Кирилл является автором идеи, композитором и продюсером. В проекте приняли участие Максим Самосват, Константин Селезнёв, Яркко Ахола, Дария Ставрович.
В 2014—2017 годах выходят 6 альбомов проекта Forces United (FU) и один сборник c участием таких вокалистов, как Пётр Елфимов, Евгений Егоров (Эпидемия), Андрей Лобашёв (Arida Vortex) , Дария Ставрович (Слот), Анна Среда (Aella), Юлия Пак, Сергей Синёв, Jarkko Ahola (Terasbetoni), John West (ex- Royal Hunt), Mark Boals (ex- Y.Malmsteen), Goran Edman (ex-Y.Malmsteen), Björn Strid (Soilwork) и с участием барабанщика Марка Зондера (Fates Warning).
В рамках лаборатории Немоляев сотрудничает с мультиинструменталистами и аранжировщиками, такими, как Олег Изотов, Сергей Ерохин, Илья Мамонтов, Александр Дронов (Валькирия).
В 2016 году Кирилл организует альтернативный Бони НЕМу бардак джаз-бэнд (акустический кавер проект) «Ни Бэ Ни Мэ» и дает серию концертов в клубе Швайн. В проекте участвуют Дмитрий Серебряник, Марат Галеев, Сергей Фимин и Андрей Гукленгоф. Выпускает два релиза FU в аналоговых форматах-кассета с раритетным сборником «Best and Rare» и двухпесенная флекси-пластинка. КВН продюсирует альбом Слот «Septima». Не прекращается и концертная деятельность Бони НЕМ.
В 2017 году выходит альбом FU c вокалом Евгения Егорова (Эпидемия), который так и называется EGOROV.
Осенью выходит масштабная рок-опера «МАВЗОЛЕЙ», приуроченная к 100-летию Октябрьской революции. Участники оперы — музыканты творческой лаборатории FU. КВН — автор идеи, продюсер, композитор, автор либретто совместно с Владом Тарасовым и Николаем Тарасовым.
Немоляев записывает вокальную партию дракона Ская в рок-опере «Легенда Ксентарона» (Эпидемия) и участвует в масштабной постановке оперы в Москве. Как продюсер сотрудничает с группой Metheora.
В 2018 году выходят альбом «Симфония Холстинина» и FU-VII. «Симфония Холстинина» приурочена к 60-летию основателя и гитариста группы «Ария» Владимира Холстинина. Кирилл Немоляев выступает здесь, как автор идеи, аранжировщик и продюсер. В проекте приняли участие лучшие отечественные музыканты Пётр Елфимов, Евгений Егоров, Сергей Синёв, Андрей Лобашёв, Максим Самосват, Константин Селезнев и многие другие. В альбоме — новые версии лучших песен авторства Владимира Холстинина.
Кирилл продолжает работу на радиостанции «Маяк» в программе «Школа рока» (познавательная программа для детей) вместе с Денисом Николаевым, Алексеем Весёлкиным, Никитой Муравьёвым и Геннадием Мартовым (Земляне).

## Дискография

### Сольные альбомы
- Комические куплеты (2001) — Хиты классиков металлической сцены, исполненные под акустическую гитару и скрипочку.
- Для вас, женщины! (2002) — Ремиксы зарубежных эстрадных песен — на оригинальные фонограммы наложен скриминг Кирилла. Получаются некие дуэты.
- Для вас, мужчины! (2004) — «Поёт Клара Немоляева» — популярные песни 90-х, записанные томным женским голосом Кирилла в сопровождении оркестра.
- Мёртвые души (2008, совместно с Константином Селезнёвым)

### Карданный Вал
- Все в Сад (1993)

### Бони НЕМ
- Мелодии и ритмы Зарубежной эстрады (1995)
- Мелодии и ритмы Зарубежной эстрады-2 (1997)
- Ни «бэ» ни «мэ» или В мире животных (2001)
- Very best of greatest hits (2001)
- В Вологде-где (2001)
- День победы (2003)
- Romantic Collection (2003)
- Крайняя плоть (2005)
- Исподнее (2005)
- Нас не догонят (2006)
- Тяжёлые песни о главном-1 (2007)
- Избитые Раритеты (2007)
- Тяжёлые песни о главном-2 (2008)
- Порадуемся (2018)
- Чебоксары (2019)

### Валькирия
- Думать о тебе (2001)

### Фактор Страха
- Театр военных действий, акт 1 (2005)
- Театр военных действий, акт 2 (2006)

### Эпидемия
- Эльфийская рукопись — (роль дракона Ская, 2004)
- Эльфийская рукопись: Сказание на все времена — (роль дракона Ская, 2007)
- Легенда Ксентарона — (роль дракона Ская, 2018)[12]

### Совместные работы
- Весной 2009 года вышел сингл группы Ackee Мa-Мa Urban Raggaе Band с песней «Пушкин» и был снят новый клип. В записи сингла принимал участие Кирилл Немоляев.
- Исполнил «Арию Кащея Бессмертного» в сценической версии альбома «Кащей Бессмертный» группы «Сектор газа».

## Радио
- Соведущий интернет-радио «Чипльдук» («Час легкой тяжелой музыки», «Час тяжелой легкой музыки», «Детский саунд», «Долгие ноты», «Помощь засыпающему», «Из песни слов не выкинешь», «Хрип-шоу» и др.)
- Соведущий программы «Дым под водой» на «Открытом радио»
- Соведущий программ «Школа рока» «Праздник непослушания» «Аутсаудеры» «Эй, ухнем!», «Ац-тон», «Олдскул» «Воскресный Папа» на «Радио Маяк»
- Ведущий программы «Нержавейка» на радио «SNC»
- Соведущий программы (с Николаем Семашко) «Истерия СССР» на радио «РаКурс»

## Рецензии
- Рецензия на альбом «Мёртвые души» в журнале 1Rock № 1, 2008 год
- Рецензия на альбом «Мёртвые души» в журнале Dark City № 46, 2008 год
- Рецензия на альбом «Мёртвые души» в журнале Dark City № 45, 2008 год
- Рецензия на альбом «Для вас, женщины!» в журнале Dark City № 8, 2002 год
- Рецензия на альбом «Комические куплеты» в журнале Dark City № 5, 2001 год
- Рецензия на альбом «Комические куплеты» в журнале FUZZ № 11, 2001 год
- Рецензия на dvd «Жизнь в искусстве. Часть 1» в журнале Rock City № 28, 1999 год